# سومین اجلاس بریکس
سومین اجلاس بریکس (انگلیسی: 3rd BRICS summit) در سانیا، جزیره هاینان چین در ۱۴ آوریل ۲۰۱۱ برگزار شد. این نشست سومین اجلاس بریکس از سال ۲۰۰۹ و اولین اجلاس رسمی با حضور آفریقای جنوبی پس از پیوستن به این گروه در دسامبر ۲۰۱۰ بود.

## پس زمینه
پس از نشستی در برازیلیا در سال ۲۰۱۰، که آفریقای جنوبی به عنوان مهمان به آن دعوت شد، این گروه از آفریقای جنوبی دعوت کرد تا در سال ۲۰۱۱ به عنوان عضو کامل به آن بپیوندد و گروهی که سابقاً بریک نامیده می‌شد رسماً به بریکس تغییر نام پیدا کرد.

### چشم‌انداز
رئیس‌جمهور چین ریاست نشست سران بریکس را در شهر تفریحی سانیا در جنوب چین را بر عهده داشت و با موضوع «چشم‌انداز گسترده، رفاه مشترک» سخنرانی کرد. این اجلاس براساس این چشم‌انداز آغاز شد که «قرن بیست و یکم باید با صلح، هماهنگی، همکاری و توسعه علمی مشخص شود.»

## موضوعات

### اقتصاد
در ۱۳ آوریل، پیش از نشست سران کشورها، هیئت‌های اقتصادی کشورهای عضو برای مذاکرات گرد هم آمدند. آناند شارما، وزیر تجارت هند گفت که چن دمینگ، وزیر بازرگانی چین به رهبران دیگر کشورها اطمینان داده است که کشورش واردات محصولات با ارزش افزوده رااز چهار کشور دیگر در اولویت قرار خواهد داد. اولگ فومیچف، معاون وزیر توسعه اقتصادی روسیه نیز گفت که چین متعهد شده است تا پروژه‌هایی با فناوری پیشرفته را با همکاری روسیه راه اندازی کند تا «فقط منابع ما را وارد و کالاهای صنعتی صادر نکند».
برزیل و هند همچنین چین را برای خرید کالاهایی مانند هواپیماهای برزیلی و داروهای هندی تحت فشار قرار دادند.

### جنگ داخلی لیبی
رهبران کشورهای بریکس نسبت به حملات هوایی ناتو در جریان جنگ داخلی سال ۲۰۱۱ لیبی ابراز نگرانی کرده و خواستار پایان دادن به درگیری‌ها در لیبی شدند.

### قوانین بین‌المللی
کشورهای عضو بریکس خواستار یک نتیجه‌گیری زودهنگام برای مذاکرات به بن‌بست رسیده یک قانون ضدتروریسم تحت نظارت سازمان ملل شدند. این قانون بودجه گروه‌های غیرقانونی که در خشونت علیه کشورها شرکت می‌کنند را محدود و دسترسی حامیان آن‌ها به سرمایه، سلاح و پناه گاه‌های امن را سلب می‌کند. در بیانیه مشترک آمده است: «ما محکومیت شدید تروریسم در همه اشکال و مظاهر آن را یادآور می‌شویم و تأکید می‌کنیم که هیچ توجیهی برای هرگونه اقدام تروریستی وجود ندارد. در این زمینه، ما خواستار پایان زودهنگام مذاکرات در مجمع عمومی سازمان ملل متحد پیرامون کنوانسیون جامع تروریسم بین‌المللی و تصویب آن توسط همه کشورهای عضو هستیم.» روسای بریکس در این اجلاس گفتند که نقش سازمان ملل در هماهنگی اقدامات بین‌المللی علیه تروریسم در چارچوب منشور سازمان ملل و مطابق با اصول و هنجارهای حقوق بین‌الملل، محوری است.

### قراردادهای تجاری
کشورهای عضو بریکس تصمیم خود را برای توقف پرداخت‌های تجاری متقابل با دلار آمریکا را اعلام کردند و در عوض از این پس تنها با ارزهای ملی خود به تجارت با یکدیگر می‌پردازند.

### اصلاحات در شورای امنیت
همه کشورهای بریکس خواستار «اصلاحات جامع در سازمان ملل متحد از جمله شورای امنیت آن» شدند. چین اعلام کرد که از خواسته‌های هند، برزیل و آفریقای جنوبی برای عضویت دائم در شورای امنیت سازمان ملل حمایت خواهد کرد.

## شرکت‌کنندگان
| کشورهای عضو بریک دولت و رهبر میزبان در جدول برجسته نشان داده شده‌اند. |               |               |           |
| کشور                                                                 | کشور          | نماینده       | عنوان     |
| برزیل                                                                | برزیل         | دیلما روسف    | رئیس‌جمهور |
| روسیه                                                                | روسیه         | دمیتری مدودف  | رئیس‌جمهور |
| هند                                                                  | هند           | مانموهان سینگ | نخست‌وزیر  |
| چین                                                                  | چین           | هو جینتائو    | رئیس‌جمهور |
| آفریقای جنوبی                                                        | آفریقای جنوبی | جاکوب زوما    | رئیس‌جمهور |

## گالری تصاویر

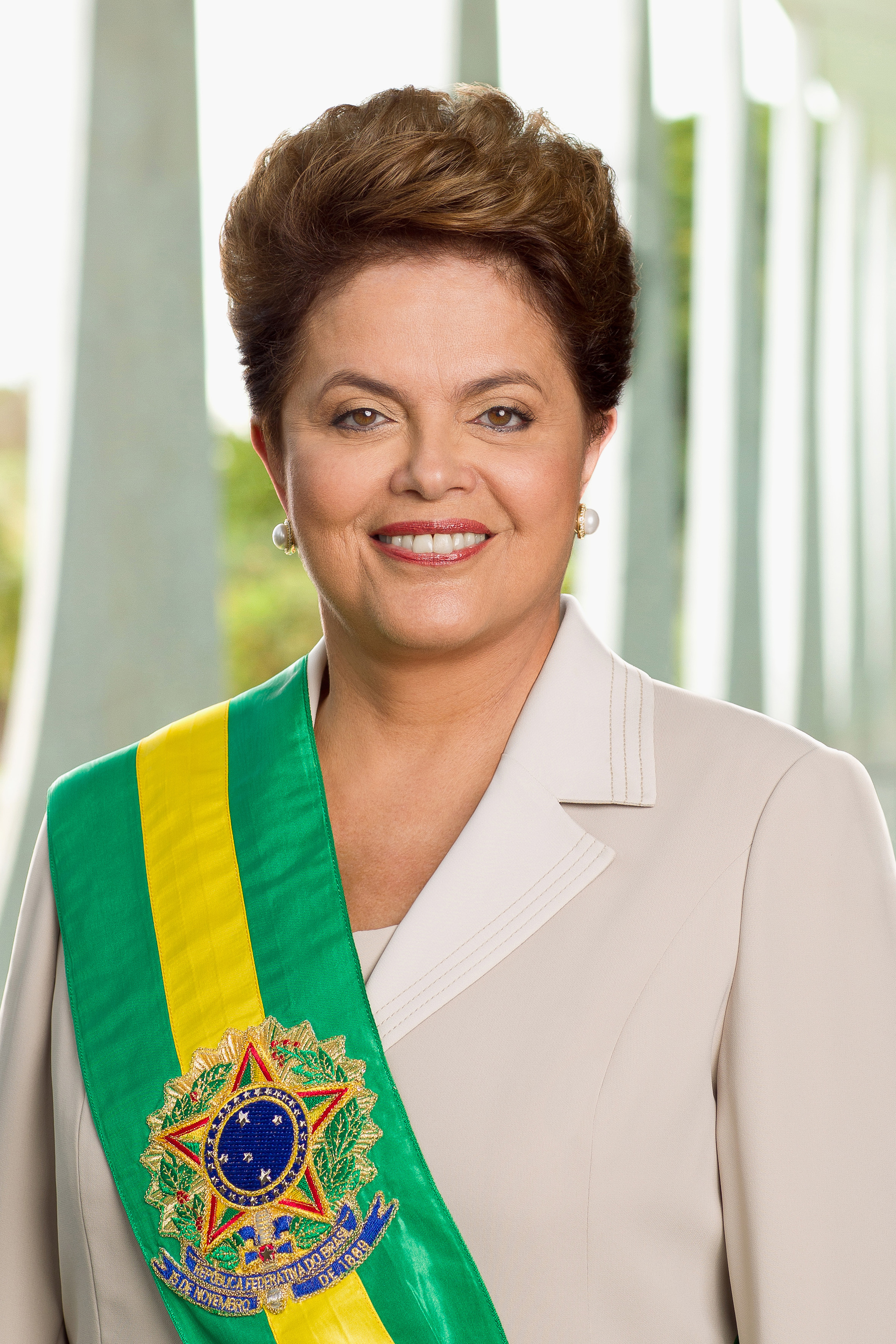
دیلما روسف، رئیس‌جمهور برزیل
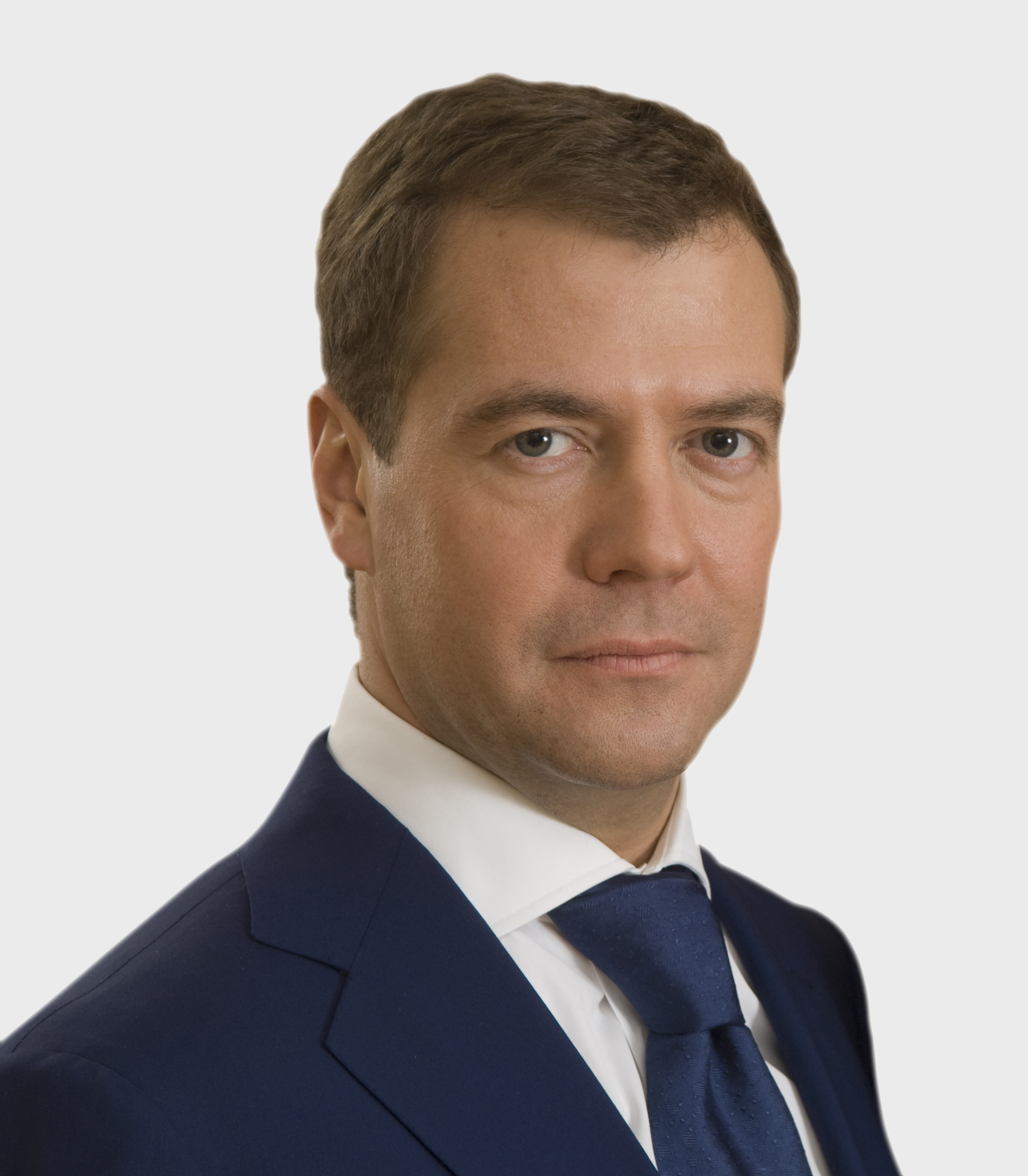
دیمیتری مدودف، رئیس‌جمهور روسیه
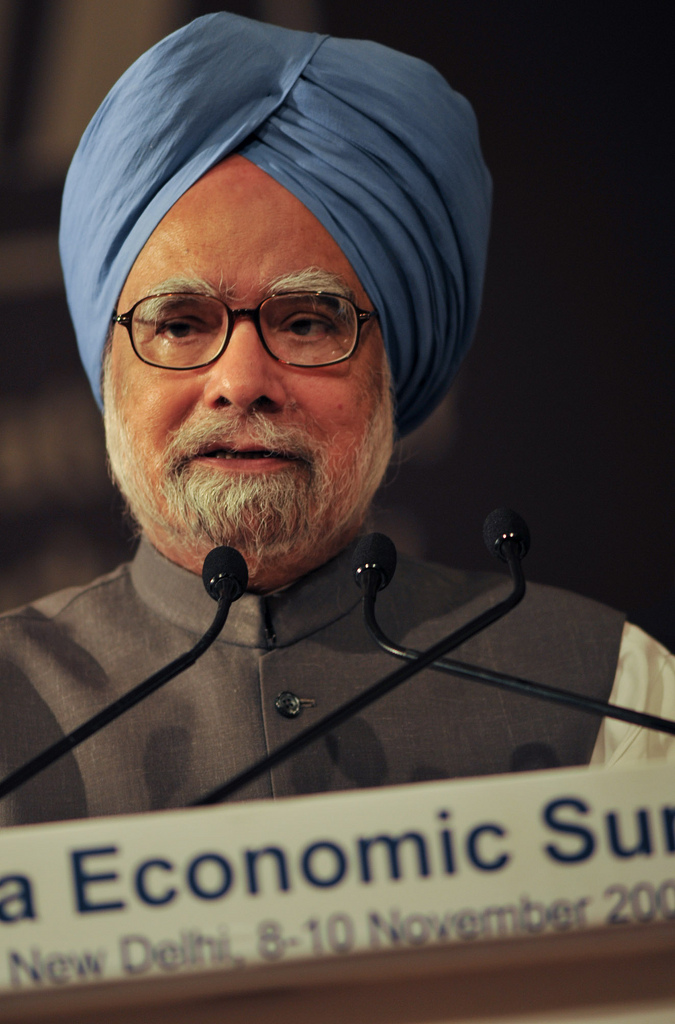
هند مانموهان سینگ، نخست‌وزیر هند
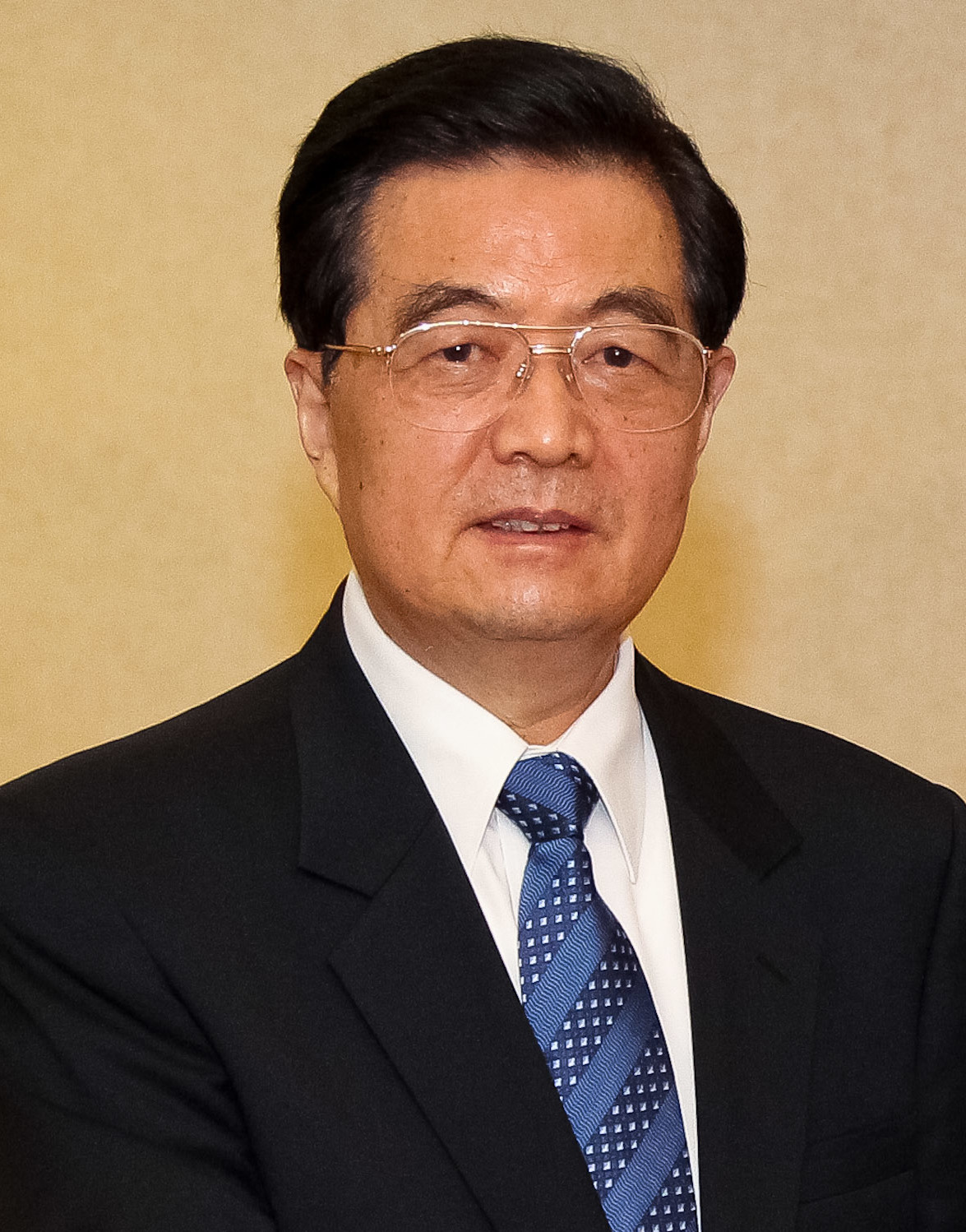
هو جینتائو، رئیس‌جمهور چین (میزبان)
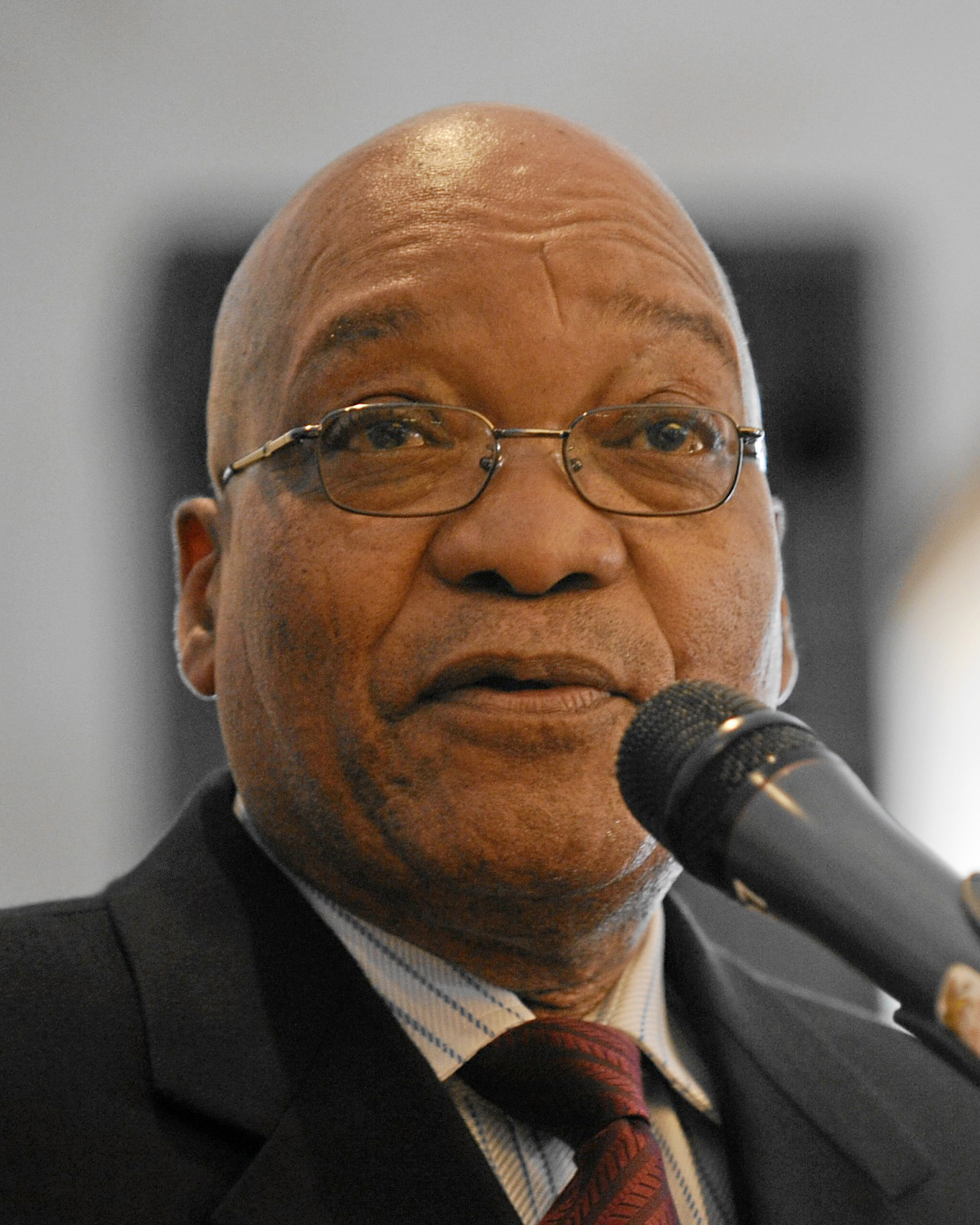
جاکوب زوما،
رئیس‌جمهور آفریقای جنوبی